# Seppäsensaari
Seppäsensaari är en ö i Finland. Den ligger i sjön Ala-Aittaroinen och i kommunen Sankt Michel i den ekonomiska regionen  S:t Michel och landskapet Södra Savolax, i den södra delen av landet, 220 km nordost om huvudstaden Helsingfors. Öns area är 9,2 hektar och dess största längd är 0,5 kilometer i sydöst-nordvästlig riktning.